# Clinton, Iowa
Clinton är en stad (city) i Clinton County i östra Iowa i USA  Staden hade 26 231 invånare år 2010. Clinton är administrativ huvudort i Clinton County.